# Silent Hunter V: Battle of the Atlantic
Silent Hunter V: Battle of the Atlantic (буквально: укр. «Безшумний мисливець V: Битва за Атлантику»;) — відеогра у жанрі симулятора підводного човна, розроблена румунської компанією Ubisoft Romania і видана Ubisoft 4 березня 2010 року. Видавцем гри на території Росії є компанія Бука.
П'ята гра в однойменної серії ігор.

## Ігровий процес
Друга світова війна. Гравцеві, в ролі німецького офіцера субмарини, доведеться брати участь в Битві за Атлантику (1939-1945), борючись з кораблями Союзників в Атлантичному океані і Середземному морі.
Крім управління судном, необхідно віддавати накази екіпажу. Завдання видаються як перед відплиттям, так і безпосередньо в морі. Виконуючи місії, гравець отримує доступ до нових локацій, поліпшень судна і його постачання. Доступно чотири типи ігрових субмарини і кілька різних різновидів ворожих судів.
Відмітна особливість «Silent Hunter V» від попередньої ігри серії полягає в можливості вільного переміщення по відсіках підводного човна. У цьому режимі гравець, використовуючи вид від першої особи, має можливість спостерігати за повсякденним життям свого екіпажу. Кожен член команди має власні характер та історію.

## Історія розробки

### Анонсування гри й перша інформація
Вперше про розробку гри стало відомо в серпні 2009 року.
Повідомлялося, що розробкою «Silent Hunter V: Battle of the Atlantic» буде займатися румунська студія Ubisoft Romania, що входить до складу Ubisoft — всесвітньо відомої компанії, що спеціалізується на розробці і виданні комп'ютерних ігор. Ubisoft Romania виробляє ігри серії починаючи з третьої частини За створення перших двох частин була відповідальна інша студія, що носить назву Aeon Electronic Entertainment. Попередня гра серії — «Silent Hunter 4: Wolves of the Pacific» — була випущена в 2007 році і отримала переважно дуже позитивні оцінки від спеціалізованої преси і гравців.
В цей же час сайти опублікували і перші відомості про зав'язці та історичної підґрунтя п'ятої частини «Silent Hunter». Наприклад, стало відомо, що гравцям доведеться брати участь в Битві за Атлантику за часів Другої світової війни. Було оголошено про нову ігровий можливості — в перервах між морськими баталіями, гравець, в ролі офіцера підводного човна, «проживає» на судні, спостерігаючи за діями своїх бойових товаришів і спілкуючись з ними. Також з'явилися відомості про поліпшення в ігровому процесі, зокрема, переробленому інтерфейсі управління судном і командою і про значно поліпшеною, з порівнянні з попередніми іграми серії, графічної складової. Підтверджено, що гра буде випущена ексклюзивно для персонального комп'ютера, а пізніше були продемонстровані перші скріншоти і відеоролик.
Шостого грудня стало відомо, що до назви гри, «Silent Hunter V», буде додано підзаголовок — «Battle of the Atlantic» (рос. «Битва за Атлантику»).
На початку січня 2010 року було оголошено про те, що видавцем гри на території Росії і країн СНД буде компанія Бука. Гра вийде в повністю локалізованому варіанті,  російською мовою. Наприкінці місяця компанія-розробник представила системні вимоги.
Також у користувачів з'явилася можливість здійснити попереднє замовлення гри в інтернет-магазинах.

#### Анонсування версії для портативних пристроїв Apple
На початку лютого 2010 ряд сайтів опублікував дані про те, що до виходу «Silent Hunter V», компанія Ubisoft готується випустити спеціальну версію гри для портативних пристроїв компанії Apple — плеєра iPod touch, інтернет-планшета iPad і смартфона iPhone. У грі використовується тривимірна графіка.
У кінцевому підсумку гра була випущена під назвою «Silent Hunter Mobile», що фактично робить її самостійним продуктом.

### Ситуація із захистом від копіювання Ubisoft і нелегальні копії
Кінець лютого 2010 року ознаменувався появою даних про нову технології захисту від нелегального копіювання, створеної Ubisoft. Представники компанії оголосили, що ця технологія буде вбудована в усі виходять незабаром проекти. Крім «Silent Hunter V», це екшн «Assassin's Creed II» і «Splinter Cell: Conviction», стратегія «The Settlers 7: Paths to a Kingdom» і ще кілька очікуваних розробок. Головною особливістю даної технології захисту від копіювання є умова у постійній наявності підключення до Інтернету. Якщо підключення обривається, гра стає недоступною. Введення таких засобів захисту викликало масу негативних відгуків, як від ЗМІ, так і від гравців.
4 березня 2010, в день офіційного виходу гри на території Австралії (на наступний день, п'ятого березня, відбувся реліз в Європі і пізніше — в іншому світі), стало відомо, що захист від копіювання була успішно зламана протягом доби. Зломщики пропонують завантажити невеликий додаток, за допомогою якого гра може відбуватися без підключення до Мережі. Деякими виданнями даний варіант злому гри був визнаний непрацюючим.
Через день Ubisoft внесли зміни в захист — тепер, якщо з'єднання з Інтернетом обривається, гра зберігає весь прогрес проходження, що дозволяє користувачам продовжити гру з того ж місця, коли зв'язок відновиться.
Разом тим, видання з комп'ютерної безпеки відзначили, що перші нелегальні копії гри були заражені руткитами — різновидом шкідливих програм. Ймовірно, недоброзичливці скористалися таким ходом, проаналізувавши в пошукових системах шквал запитів користувачів, охочих завантажити зламану версію гри. Як відзначає сайт журналу «Хакер», «замість того, щоб воювати з флотом союзників на Мальті, шанувальники симулятора при запуску його зламаної версії ризикують піти на дно кілем догори, капітулювавши перед витворами вірусописьменників».
8 березня 2010 року в Інтернеті стали з'являтися дані про те, що сервери компанії Ubisoft, які використовує їх власна система захисту від копіювання, перестали працювати.

 Принцип дії нової системи захисту полягає в тому, що перед тим, як допустити користувача до гри, система перевіряє справжність продукту, для чого потрібне підключення до сервера. Таким чином, коли сервера тимчасово перестали працювати, гравці, які купили перші ігри з впровадженою системою захисту — «Assassin's Creed II» і «Silent Hunter V» — не мали можливості пограти в них.
Незабаром стало відомо, що причиною тимчасового припинення працездатності серверів Ubisoft стала DDoS-атака — вид атаки на сервер з метою тимчасового припинення його роботи.
Журнал Хакер в новині за 9 березня так описав деталі даної події:

Ця атака — протест хакер ів на впровадження видавцем нового методу управління цифровими правами (DRM), що вимагає для повноцінної гри наявності постійного з'єднання з мережею Інтернет. 

 (...) У повідомленні, опублікованому вчора через офіційний акаунт на сервісі мікроблогів Twitter, видавець приніс вибачення клієнтам, заявивши, що наслідки атак зазнали на собі приблизно 5% гравців, які не змогли отримати доступ до серверів управління правами в неділю, з 14:30 до 21:00 за париж ському часу. 

Пізніше керівництво компанії надіслало гравцям, які не змогли отримати доступ до гри «Silent Hunter V» в період атаки, повідомлення на електронну пошту, що сповіщає про можливість завантажити безкоштовно одну з двох ігор на вибір: симулятор сноуборд інгалято «Shaun White Snowboarding» чи пригодницький екшн «Prince of Persia» 2008 року. 

 Власникам колекційного видання «Assassin's Creed II» доступна до завантаження одна з наступних ігор: авіаційні симулятори «Tom Clancy's HAWX» і «Heroes over Europe», стратегія «Tom Clancy's EndWar» і екшн «Prince of Persia». Також відкривається доступ до всіх вийшли офіційним доповнень. 

 Володарі звичайного видання «Assassin's Creed II» отримують лише можливість завантажити безкоштовно доповнення.
19 березня 2010 року інтернет-видання ComputerAndVideoGames.com розмістило новина, що сповіщає про те, що ігри компанії Ubisoft, що використовують нову систему захисту від копіювання — «Silent Hunter V» і «Assassin's Creed II» — були виключені з системи цифрового розповсюдження «Steam» її власниками. Вебсайт послався на якогось інсайдера в Valve, що повідомив, що було вирішено не розміщувати в системи гри, дратівливі клієнтів, тому що компанія дорожить своєю репутацією. Цікаво, що заборона продажу даних ігор у «Steam» торкнувся лише Великої Британії. Раніше засновник компанії Valve, яка володіє системою «Steam», Гейб Ньюелл виступав з критикою дуже складних для користувача систем захисту від копіювання.

 Пізніше на сайті ComputerAndVideoGames.com з'явилася новина, що міститься заява компанії Ubisoft, з якого випливає, що припинення продажу через «Steam» ігор у Британії не пов'язано з системою захисту.
23 квітня 2010 року на сайті SecurityLab.ru, який спеціалізується на комп'ютерних новинах, і зокрема, на аспекті безпеки програмного забезпечення, була опублікована новина під заголовком «Хакери остаточно зламали захист Ubisoft». В новини повідомляється, що група зломщиків, що іменує себе Skid Row повністю відключила захисний механізм системи, а також захистила свою технологію як від конкурентів, так і від самої Ubisoft. 

 Процитувати повідомлення, яке зломщики відправили компанії-видавця: «Спасибі, Ubisoft, це було непогане випробування для нас. Наступного разу концентруйтеся на грі, а не на DRM. Напевно, це було жахливо для всіх законних користувачів. Ми просто полегшили їм життя».

### Вихід гри
2 березня 2010 року гра була офіційно випущена на території Північної Америки; 4 березня звичайне і колекційне видання гри було видано в Австралії і Німеччини; 5 березня — в Японії
Через місяць, 22 квітня 2010 відбувся вихід російської версії гри. Виданням і локалізацією ігри займалася компанія Бука. Раніше, 16 квітня було повідомлено про відправку дисків з грою в друк — «на золото». Тоді ж представники компанії уточнили, що гра вийде в двох варіантах упаковки — джевел-боксі (стандартна CD-коробка) і DVD-боксі. Подарунковий варіант в DVD-боксі містить паперову карту, постер, окремий диск з саундтреком і керівництвом користувача, а також можливість розблокувати додаткові судна.

### Заборона колекційного видання в Німеччині
12 березня 2010 року з'явилися новини про те, що колекційне (розширене) видання гри заборонено продавати на території Німеччини. Пов'язано це з тим, що в керівництві, яке включає в себе колекційне видання гри міститься зображення свастики — символу Націонал-соціалістичної німецької партії.
Тим не менш, в самій грі (як і в її простому виданні) свастика з міркувань коректності замінена на зображення чорного хреста на білому тлі, як і в багатьох інших комп'ютерних іграх, що оповідають про Другої світової війни. Найімовірніше, Ubisoft належить віддрукувати оновлений тираж видання зі зміненим керівництвом.

### Підтримка гри і випуск патчів
3 березня 2010 року, на наступний день після виходу в Північній Америці , для «Silent Hunter V» був випущений перший патч, оновлюючий гру до версії 1.1. Наслідком даного виправлення стала низка виправлених багів (помилок) програмного коду гри, в числі яких: порушений контроль глибини води; помилка, коли застосований до субмарині камуфляж не торкався рубку; помилка, коли сумбаріни неправильно представлялися на карті і інші недоробки. Патч зачіпає як однокористувацький, так і багатокористувацький режим, а розмір становить близько 65 мегабайт.
12 травня був випущений другий патч, оновлюючий гру до версії 1.2 (на ряді сайтів іменується як v1.02). У цьому оновленні, крім виправлення помилок також була проведена оптимізація з метою покращення швидкодії гри. Здійснено і кілька нововведень. Зокрема, інтерфейс ігри тепер відображає компас — пристрій, що полегшує орієнтування на місцевості. Розмір інсталяційного пакету з патчем — 80 мегабайт. Патч зроблений у двох версіях: для звичайного видання гри і колекційного.

## Варіанти видання гри

### Англомовна версія гри
Англомовна версія гри, видавана компанією Ubisoft, була випущена в кількох різних комплектах. Крім простого варіанта (тільки диск з грою), було випущено також «золоте» видання, яке поширюється виключно за допомогою цифрової дистрибуції. До його складу, крім самої гри, входить 110-сторінкове керівництво в форматі PDF і сім додаткових «скінів» (варіантів забарвлення судна) — 4 в стилістиці кораблів Королівського військово-морського флоту і 3 в стилістиці підводних човнів крігсмаріне.

## Виноски
1. ↑  Steam — 2003.
2. 1 2  Silent Hunter 5 (російською) . Бука. Архів оригіналу за 20 квітня 2012. Процитовано 17 травня 2010. [Архівовано 2012-05-04 у Wayback Machine.]
3. 1 2  Silent Hunter series (англійською) . MobyGames. Архів оригіналу за 3 червня 2019. Процитовано 22 травня 2010.
4. 1 2 3  Андрій Чаплюк (17 серпня 2008). Підводні човни знову виходять на полювання (російською) . Ігроманія. Архів оригіналу за 13 травня 2010. Процитовано 19 травня 2010.
5. 1 2  Руслан Бахтіяров (23 жовтня 2008). Silent Hunter знову виходить в океан (російською) . GameGuru. Архів оригіналу за 20 квітня 2012. Процитовано 19 травня 2010. [Архівовано 2011-10-03 у Wayback Machine.]
6. 1 2 3  Nomad (18 лютого 2010). Інтернет убив «Вбивцю»  Новини за 18 лютого 2010 року, четвер (російською) . Absolute Games. Архів оригіналу за 04-03-2010. Процитовано 19 травня 2010.
7. 1 2 3 4  Петро Петров (19 серпня 2008). Анонсовано симулятор підводного човна Silent Hunter 5 (російською) . 3DNews. Архів оригіналу за 1 січня 2011. Процитовано 19 травня 2010. [Архівовано 1 січня 2011 у Wayback Machine.]
8. 1 2 3 4  Денис Тихонов (18 серпня 2008). Ubisoft анонсувала симулятор Silent Hunter 5 (російською) . Компьюлента. Процитовано 19 травня 2010.[недоступне посилання з лютого 2019]
9. ↑  Playable submarines  «Ігрові субмарини» (англійською) . Ubisoft. Архів оригіналу за 20 квітня 2012. Процитовано 19 травня 2010.
10. ↑  Others ships  «Інші кораблі» (англійською) . Ubisoft. Процитовано 19 травня 2010.
11. ↑  You crew  «Ваш екіпаж» (англійською) . Ubisoft. Архів оригіналу за 20 квітня 2012. Процитовано 19 травня 2010.
12. 1 2  Bryn Williams (18 серпня 2008). Ubisoft Announces Silent Hunter V  «Ubisoft анонсували Silent Hunter V» (англійською) . GameSpy. Архів оригіналу за 20 квітня 2012. Процитовано 19 травня 2010.
13. 1 2  Анонс Silent Hunter 5 (російською) . Sgames.ua. 18 серпня 2008. Архів оригіналу за 21 лютого 2010. Процитовано 19 травня 2010.
14. 1 2  Mumby (17 серпня 2008). Ubisoft Romania анонсувала Silent Hunter 5 (російською) . PlayGround.ru. Архів оригіналу за 20 квітня 2012. Процитовано 19 травня 2010.
15. ↑  Silent Hunter 3 (російською) . Absolute Games. Архів оригіналу за 1 квітня 2009. Процитовано 22 травня 2010.
16. ↑  Silent Hunter 3 (англійською) . MobyGames. Архів оригіналу за 20 квітня 2012. Процитовано 22 травня 2010.
17. ↑  Silent Hunter (російською) . Absolute Game. Архів оригіналу за 21 квітня 2009. Процитовано 22 травня 2010.
18. ↑  Silent Hunter 3 (англійською) . MobyGames. Архів оригіналу за 20 квітня 2012. Процитовано 22 травня 2010.
19. ↑  Silent Hunter 2 (російською) . Absolute Games. Архів оригіналу за 9 квітня 2009. Процитовано 22 травня 2010.
20. ↑  Silent Hunter 3 (англійською) . MobyGames. Архів оригіналу за 8 грудня 2009. Процитовано 22 травня 2010.
21. ↑  Silent Hunter 4: Wolves of the Pacific (англійською) . Metacritic. Архів оригіналу за 4 лютого 2012. Процитовано 22 травня 2010.
22. ↑  Silent Hunter 4: Wolves of the Pacific (англійською) . GameRankings. Архів оригіналу за 20 квітня 2012. Процитовано 22 травня 2010.
23. ↑  Ubisoft Announces Silent Hunter 5 Exclusively for PC  «Ubisoft анонсували Silent Hunter V ексклюзивно для ПК» (англійською) . IGN. 18 серпня 2008. Архів оригіналу за 6 січня 2009. Процитовано 19 травня 2010.
24. ↑  Tor Thorsen (18 серпня 2008). Silent Hunter 5 surfaces on PC  «Silent Hunter 5 спливе на поверхню для ПК» (англійською) . GameSpot. Архів оригіналу за 30 квітня 2010. Процитовано 19 травня 2010.
25. ↑  Silent Hunter 5: Скріншоти і відео (російською) . CNews. 6 грудня 2009. Архів оригіналу за 20 квітня 2012. Процитовано 19 травня 2010.
26. ↑  Mumby (6 грудня 2009). Silent Hunter 5 обзавелася підзаголовком (російською) . PlayGround.ru. Архів оригіналу за 20 квітня 2012. Процитовано 19 травня 2010.
27. 1 2  Silent Hunter V: Battle Of The Atlantic (російською) . F1CD. Архів оригіналу за 20 квітня 2012. Процитовано 20 травня 2010.
28. 1 2 3  Компанія Бука анонсує видання гри Silent Hunter 5 на території Росії (російською) . Бука. грудня 2009. Процитовано 19 травня 2010.[недоступне посилання з червня 2019]
29. 1 2  Геннадій Риков (15 грудня 2009). Silent Hunter 5 припливе до Росії (російською) . PlayGround.ru. Архів оригіналу за 20 квітня 2012. Процитовано 19 травня 2010.
30. 1 2  Silent Hunter 5 у Росії (російською) . CNews. 13 січня 2010. Архів оригіналу за 20 квітня 2012. Процитовано 19 травня 2010.
31. 1 2 3  Silent Hunter 5 . Системні вимоги (російською) . CNews. 29 січня 2010. Архів оригіналу за 20 квітня 2012. Процитовано 19 травня 2010.
32. ↑  Preorders for Silent Hunter 5 Now Available  «Доступні попередніх замовлень на Silent Hunter 5» (англійською) . GameZone. 22 лютого 2010. Архів оригіналу за 27 лютого 2010. Процитовано 19 травня 2010.
33. ↑  Ubisoft анонсує Anno Down of Discover і Silent Hunter 5 у березні (російською) . Orange iPhone. 10 лютого 2010. Архів оригіналу за 17 квітня 2013. Процитовано 19 травня 2010.
34. ↑  Mumby (12 лютого 2010). Silent Hunter 5 і Anno 1404 потраплять на iPhone (російською) . PlayGround.ru. Архів оригіналу за 20 квітня 2012. Процитовано 19 травня 2010.
35. ↑  Silent Hunter 5, Anno Headed to iPhone  «Silent Hunter 5 і Anno прийдуть на iPhone» (англійською) . Kotaku.com. лютого 2010. Архів оригіналу за 26 лютого 2012. Процитовано 19 травня 2010.
36. ↑  Silent Hunter Mobile (англійською) . iTunes. Архів оригіналу за 26 травня 2013. Процитовано 23 травня 2010.
37. ↑  Mike Schramm (13 травня 2010). TUAW's Daily App: Silent Hunter Mobile (англійською) . TUAW. Архів оригіналу за 20 квітня 2012. Процитовано 23 травня 2010. [Архівовано 2012-12-17 у Wayback Machine.]
38. ↑  Офіційна сторінка «Silent Hunter» для iPhone, iPod touch, iPad (англійською) . Ubisoft. Архів оригіналу за 20 квітня 2012. Процитовано 19 травня 2010.
39. ↑  Joanne Carter (5 березня 2010). Silent Hunter ® iPhone / iPod Touch - Coming Soon  «Silent Hunter для iPhone і iPod Touch - скоро» (англійською) . MacCreate. Архів оригіналу за 16 липня 2013. Процитовано 19 травня 2010.
40. ↑  Will Wilson (8 березня 2010). Silent Hunter for iPhone creeps into the App Store Waters «Безшумний мисливець для iPhone крадеться у водах App Store» (англійською) . pocketgamer.co.uk. Архів оригіналу за 20 квітня 2012. Процитовано 19 травня 2010.
41. ↑  Ubisoft (15 березня 2010). Silent Hunter: iPhone & iPod Touch (англійською) . YouTube. Архів оригіналу за 16 квітня 2016. Процитовано 19 травня 2010.
42. ↑  Nomad (27 лютого 2010). Ubisoft та Інтернет - не розлий вода  Новини за 27 лютого 2010 року, суботу (російською) . Absolute Games. Архів оригіналу за 18-08-2011. Процитовано 19 травня 2010.
43. ↑  Tim Edwards (19 лютого 2010). Ubi DRM: Their side of the story  «Система захисту Ubisoft: інша сторона історії» (англійською) . PC Gamer. Архів оригіналу за 20 квітня 2012. Процитовано 19 травня 2010.
44. ↑  Інтернет убив «Вбивцю»  Обговорення новини на форумі сайту (російською) . Absolute Games. 18 лютого 2010. Архів оригіналу за 20 квітня 2012. Процитовано 19 травня 2010.
45. ↑  Ubisoft та Інтернет - не розлий вода  Обговорення новини на форумі сайту (російською) . Absolute Games. 27 лютого 2010. Архів оригіналу за 20 квітня 2012. Процитовано 19 травня 2010.
46. ↑  Tom Francis (17 лютого 2010). Constant net connection required to play Assassin's Creed 2 on PC  «Щоб пограти в Assassin's Creed 2, потрібне постійне з'єднання з Інтернет» (англійською) . PC Gamer. Архів оригіналу за 20 квітня 2012. Процитовано 19 травня 2010.
47. ↑  Андрій Чаплюк (4 березня 2010). Пірати за добу зламали захист Ubisoft (російською) . Ігроманія. Архів оригіналу за 4 березня 2016. Процитовано 19 травня 2010.
48. ↑  Хроніки Ubisoft: модний захист протрималася добу (російською) . Хабрахабр. 4 березня 2010. Архів оригіналу за 20 квітня 2012. Процитовано 19 травня 2010.
49. ↑  Katherine Brice (4 березня 2010). Ubisoft denies Silent Hunter 5 DRM cracked on first day  «Захист від копіювання Ubisoft в Silent Hunter 5 була зламана в перший день» (англійською) . GamesIndustry.biz. Архів оригіналу за 20 квітня 2012. Процитовано 19 травня 2010.
50. 1 2  Петро Петров (17 березня 2010). Ubisoft і нова система захисту ігор: рецепт для конфлікту (російською) . 3DNews. Архів оригіналу за 22 березня 2010. Процитовано 16 травня 2010. [Архівовано 22 березня 2010 у Wayback Machine.]
51. ↑  У Ubisoft чергові проблеми з новою системою захисту від копіювання (російською) . SecurityLab.ru. 23 квітня 2010. Архів оригіналу за 20 квітня 2012. Процитовано 16 травня 2010.
52. ↑  Хакери зламали нову антипіратську захист Ubisoft (російською) . SecurityLab.ru. 23 квітня 2010. Архів оригіналу за 20 квітня 2012. Процитовано 12 березня 2010.
53. ↑  DRM пішла на дно (російською) . PlayHard. 4 березня 2010. Архів оригіналу за 20 квітня 2012. Процитовано 17 травня 2010. [Архівовано 2010-03-09 у Wayback Machine.]
54. 1 2 3 4  Хакери висловили протест проти нового методу DRM масової DDoS-атакою на сервери Ubisoft (російською) . Хакер. 9 березня 2010. Архів оригіналу за 20 квітня 2012. Процитовано 23 травня 2010. [Архівовано 2012-09-12 у Wayback Machine.]
55. 1 2 3  На сервера Ubisoft напали хакери (російською) . ITUA.info. Архів оригіналу за 20 квітня 2012. Процитовано 23 травня 2010.
56. 1 2 3  Денис Тихонов (9 березня 2010). Сервери Ubisoft зазнали хакерської атаки (російською) . Компьюлента. Архів оригіналу за 16 липня 2010. Процитовано 23 травня 2010. [Архівовано 16 липня 2010 у Wayback Machine.]
57. ↑  Андрій Чаплюк (5 березня 2010). Ubisoft вирішила пом'якшити захист (російською) . Ігроманія. Архів оригіналу за 20 квітня 2012. Процитовано 19 травня 2010.
58. ↑  Silent Hunter 5 кишить руткитами (російською) . Хакер. 10 березня 2010. Архів оригіналу за 30 вересня 2011. Процитовано 19 травня 2010.
59. 1 2  Сервери Ubisoft вийшли з ладу (російською) . GameTech. 8 березня 2010. Архів оригіналу за 20 квітня 2012. Процитовано 23 травня 2010.
60. 1 2  Tom Bramwell (8 березня 2010). Ubisoft DRM was "attacked" at weekend (англійською) . Eurogamer. Архів оригіналу за 13 травня 2012. Процитовано 23 травня 2010.
61. ↑  Ubisoft принесла вибачення гравцям AC2 і Silent Hunter 5 (російською) . ping.ua. Архів оригіналу за 26 лютого 2011. Процитовано 23 травня 2010.
62. ↑  Ubisoft вибачається за свій захист (російською) . GameStar.ru. 26 березня. Архів оригіналу за 20 квітня 2012. Процитовано 23 травня 2010.
63. 1 2  Tim Ingham (19 березня 2010). Ubisoft denies Steam DRM snub  «Ubisoft спростували думку, що блокування ігор в Steam пов'язана з DRM» (англійською) . ComputerAndVideoGames.com. Архів оригіналу за 20 квітня 2012. Процитовано 16 травня 2010.
64. ↑  Андрій Чаплюк (19 березня 2010). Ігри Ubisoft вигнали з Steam (російською) . Ігроманія. Архів оригіналу за 17 січня 2017. Процитовано 16 травня 2010.
65. ↑  Чутки: Steam - окремо, ігри Ubisoft з новою DRM - окремо? (російською) . Хабрахабр. 20 березня 2010. Архів оригіналу за 20 квітня 2012. Процитовано 16 травня 2010.
66. ↑  Steam відмовився продавати ігри Ubi? (російською) . Gameplay. 19 березня 2010. Архів оригіналу за 20 квітня 2012. Процитовано 16 травня 2010.
67. ↑  Гейб Ньюелл проти DRM (російською) . Хабрахабр. 13 березня 2010. Архів оригіналу за 22 березня 2010. Процитовано 16 травня 2010.
68. ↑  Хакери остаточно зламали захист Ubisoft (російською) . SecurityLab.ru. 23 квітня 2010. Архів оригіналу за 20 квітня 2012. Процитовано 16 травня 2010.
69. 1 2 3 4  Silent Hunter 5: Battle of the Atlantic (англійською) . GameSpot. Архів оригіналу за 11 травня 2010. Процитовано 17 Травень 2010.
70. ↑  Silent Hunter 5 (німецькою) . Amazon. 16 квітня 2010. Архів оригіналу за 20 квітня 2012. Процитовано 17 травня 2010.
71. ↑  Silent Hunter 5 (німецькою) . spieletipps.de. 16 Квітень 2010. Архів оригіналу за 20 квітня 2012. Процитовано 17 травня 2010. [Архівовано 2012-11-19 у Wayback Machine.]
72. ↑  Silent Hunter V (японською) . nicovideo.jp. 11 березня 2010. Архів оригіналу за 20 квітня 2012. Процитовано 19 травня 2010.
73. ↑  Silent Hunter V: Battle Of The Atlantic (російською) . Absolute Games. Архів оригіналу за 15 жовтня 2018. Процитовано 19 травня 2010.
74. ↑  Silent Hunter V: Battle Of The Atlantic (російською) . Ігроманія. Архів оригіналу за 20 квітня 2012. Процитовано 19 травня 2010.
75. 1 2 3  Silent Hunter 5 готується торпедувати магазини (російською) . PlayHard. 16 квітня 2010. Архів оригіналу за 20 квітня 2012. Процитовано 17 травня 2010. [Архівовано 2016-03-05 у Wayback Machine.]
76. 1 2 3  Sash (19 квітня 2010). Silent Hunter 5 відправлена до друку (російською) . Gamer-Info.com. Архів оригіналу за 12 липня 2013. Процитовано 17 травня 2010.
77. 1 2  Компанія Бука рапортує про відправку симулятора Silent Hunter 5: Battle of the Atlantic до друку (російською) . Бука. 16 квітня 2010. Архів оригіналу за 20 квітня 2012. Процитовано 17 травня 2010. [Архівовано 2019-11-25 у Wayback Machine.]
78. 1 2  Dr. Mario (24 квітня 2010). Вітчизняне видання Silent Hunter 5 : Battle of the Atlantic на "золоті" (російською) . Maxigame.by. Архів оригіналу за 20 квітня 2012. Процитовано 17 травня 2010. [Архівовано 2011-08-26 у Wayback Machine.]
79. ↑  Silent Hunter 5 заборонена в Німеччині за використання свастики (російською) . GameStar.ru. 12 березня 2010. Архів оригіналу за 20 квітня 2012. Процитовано 19 травня 2010.
80. ↑  Німці проти Silent Hunter 5 (російською) . games.siteua.org. 12 березня 2010. Архів оригіналу за 20 квітня 2012. Процитовано 19 травня 2010.
81. ↑  Silent Hunter 5 відкликали з роздробу в Німеччині (російською) . GameTech. 13 березня 2010. Архів оригіналу за 12 квітня 2020. Процитовано 19 травня 2010.
82. ↑  Silent Hunter 5 CE Recalled in Germany  «Колекційне видання Silent Hunter 5 відкликано в Німеччині» (російською) . GamePolitics. 13 березня 2010. Архів оригіналу за 20 квітня 2012. Процитовано 19 травня 2010.
83. ↑  Report: Silent Hunter V Recalled In Germany Over Nazi Symbols  «Silent Hunter V відкликали з Німеччина у зв'язку з нацистською символікою (англійською) . Kotaku.com. Архів оригіналу за 15 серпня 2011. Процитовано 18 травня 2010.
84. ↑  Dennis Werth (11 березня 2010). Collector's Edition zurück gezogen  «Колекційне видання відкликано» (німецькою) . Zoomgamer.net. Процитовано 19 травня 2010.[недоступне посилання з червня 2019]
85. ↑  Silent Hunter 5 : Ubisoft ruft Collector's Edition zurück  «Silent Hunter 5: Ubisoft відкликав колекційне видання» (німецькою) . Golem.de. 11 березня 2010. Архів оригіналу за 20 квітня 2012. Процитовано 19 травня 2010.
86. ↑  Silent Hunter 5: Battle of the Atlantic - патч v1.1 (російською) . Ігри@Mail.ru. Архів оригіналу за 20 квітня 2012. Процитовано 19 травня 2010. [Архівовано 2012-04-19 у Wayback Machine.]
87. ↑  Патч Silent Hunter 5 v1.1 (російською) . PlayGround.ru. Архів оригіналу за 5 березня 2010. Процитовано 3 березня 2010.
88. ↑  Silent Hunter 5: Battle of the Atlantic v1.1 Patch (англійською) . GamersHell.com. 4 березня 2010. Архів оригіналу за 20 квітня 2012. Процитовано 19 травня 2010.
89. ↑  Silent Hunter 5: Battle of the Atlantic Patch (англійською) . BluesNews. 3 березня 2010. Архів оригіналу за 12 квітня 2010. Процитовано 19 травня 2010.
90. ↑  Rainier (3 березня 2010). 'Silent Hunter 5' - v1.1 Patch Available NOW (англійською) . Worthplaying. Архів оригіналу за 9 березня 2010. Процитовано 19 травня 2010.
91. 1 2  Патчі до гри Silent Hunter 5: Battle of the Atlantic (російською) . StopGame.ru. Архів оригіналу за 20 квітня 2012. Процитовано 19 травня 2010. [Архівовано 2012-04-18 у Wayback Machine.]
92. 1 2  Патчі до гри Silent Hunter 5: Battle of the Atlantic (російською) . Absolute Games. Архів оригіналу за 3 червня 2019. Процитовано 19 травня 2010.
93. 1 2  Патчі до гри Silent Hunter 5: Battle of the Atlantic (російською) . BestGamer.ru. Архів оригіналу за 20 квітня 2012. Процитовано 20 травня 2010.
94. ↑  Silent Hunter 5 - патч v1.2 (російською) . Ігри@Mail.ru. 11 березня 2010. Архів оригіналу за 20 квітня 2012. Процитовано 19 травня 2010. [Архівовано 2012-04-19 у Wayback Machine.]
95. ↑  Патч для гри Silent Hunter 5 v.1.2 (російською) . 4gamers.ru. 15 травня 2010. Процитовано 19 травня 2010. {{cite web}}: Недійсний |deadurl=404 (довідка)[недоступне посилання з червня 2019]
96. ↑  Rainier (2 квітня 2010). 'Silent Hunter 5' - v1.2 Patch In The Works, Details (англійською) . Worthplaying. Архів оригіналу за 23 квітня 2010. Процитовано 19 травня 2010.
97. ↑  Silent Hunter 5: Battle of the Atlantic v1.2 EU Patch (англійською) . BluesNews. 13 травня 2010. Архів оригіналу за 20 квітня 2012. Процитовано 19 травня 2010.